# Ливадия (крепост)
Средновековният замък „Ливадия“ (на гръцки: Μεσαιωνικό κάστρο Λιβαδειάς) се намира на върха на хълма извисяващ се южно над съвременния град Ливадия. На мястото му съществувало древно укрепление, реновирано цялостно по време на укрепителните мероприятия на Юстиниан Велики, с които се превръща във византийска крепост. Днешното укрепление е един от общо четирите каталунски замъка запазени в Гърция, а крепостта поради местоположението се счита за най-важната средновековна фортификация на Средновековна Гърция, т.е. своеобразен „ключ“ към (овладяването) на Атика, Коринт и Морея.

## История
Замакът процъфтява по време на франкократията. Ливадия и нейната област станали част от Атинското херцогство, осигураващи му сухопътната защита. След битката при Алмирос Ливадия се превръща от сухоземен подстъп към Елада във важна държава-крепост със своя замък. Каталонците се считат за строителите на замъка Ливадия във вида му в който е запазен днес.
В замъка се намира византийската църква „Света София“ в която се съхранява светата колесница на Свети Георги, заграбена при неизяснени обстоятелства от кръстоносците от Константинопол през 1204 г. През 1311 г. жителите на Ливадия отварят портите на замъка пред каталунската компания, след като си договарят правото да поддържат православната си вяра, но се съгласяват да бъдат управлявани според „обичаите“ на Барселона. През XIV век, т.е. в периода 1311 – 1380 години Ливадия е най-каталонският от всички градове извън кралството, като има най-голямата каталунска общност. През 1380 г. Ливадия е обсадена от силите на наварската компания. Наварците били наети от претендента за трона на княжество Ахея – Жак дьо Бо, и след като помагат за превземането на Корфу, се обръщат срещу каталунците в Централна Гърция, защото каталунската компания не признава правата на Жак дьо Бо.
След 1380 г. до установяването на османска власт в Ливадия следва период на несигурност. През 1392 г. акънджиите на Евренос бей окупират Ливадия. Градът е за кратко през 1393 г. под гасконска власт, но следващата 1394 г. е отново османски – превзет от анадолския бейлербей Тимурташ. В крайна сметка наварците запазват номинално властта си над Ливадия, но задължавайки се да плащат дан на османците за владението ѝ. От 1460 г. Мехмед II установява пълна власт над Ливадия и над цялата околна област, по-известна в модерната гръцка историография и до днес като Румели.
През 1830 г., със създаването на съвременна Гърция, средновековното укрепление, оцеляло под османска власт, губи всякакво военно значение и днес е паметник на културата с национално значение за Гърция.